# 下市場町 (春日井市)
下市場町（しもいちばちょう）は、愛知県春日井市の地名。

## 地理
春日井市中央部に位置する。西は篠木町、南は堀ノ内町・穴橋町、北は金ケ口町、北東は北城町に接する。

### 河川
- 内津川[1]

## 1丁目
下市場町字南城・字郷中

## 2丁目
下市場町字畑田

## 3丁目
下市場町字畑田、篠木町7・8丁目

## 4丁目
下市場町字五反田・字郷中・字山岸、篠木町8丁目、金ケ口町字沢渡

## 5丁目
下市場町字五反田・字郷中・字内海道

## 6丁目
下市場町字下垂・字内海道

### 人口の変遷
国勢調査による人口および世帯数の推移。
| 1995年（平成7年）  | 443世帯 1302人  |  |
| 2000年（平成12年） | 851世帯 2319人  |  |
| 2005年（平成17年） | 962世帯 2646人  |  |
| 2010年（平成22年） | 1154世帯 2970人 |  |
| 2015年（平成27年） | 1258世帯 3096人 |  |
| 2020年（令和2年）  | 1315世帯 3110人 |  |

## 交通
- 東名高速道路[1]
- 愛知県道篠木尾張旭線[1]

## 施設
- 春日井市立南城中学校[1]
- 神明社[1]
- 曹洞宗慈眼寺[1]

### WEB
1. ↑  “愛知県春日井市の町丁・字一覧”.   人口統計ラボ. 2023年10月20日閲覧。
2. 1 2  総務省統計局 (2022年2月10日). “令和2年国勢調査の調査結果(e-Stat) - 男女別人口，外国人人口及び世帯数－町丁・字等” (CSV). 2023年8月2日閲覧。
3. ↑  “愛知県春日井市の郵便番号一覧”.   日本郵便. 2023年10月20日閲覧。
4. ↑  “市外局番の一覧” (PDF).   総務省 (2022年3月1日). 2022年3月22日閲覧。
5. ↑  総務省統計局 (2014年3月28日). “平成7年国勢調査の調査結果(e-Stat) - 男女別人口及び世帯数 －町丁・字等” (CSV). 2021年7月20日閲覧。
6. ↑  総務省統計局 (2014年5月30日). “平成12年国勢調査の調査結果(e-Stat) - 男女別人口及び世帯数 －町丁・字等” (CSV). 2021年7月20日閲覧。
7. ↑  総務省統計局 (2014年6月27日). “平成17年国勢調査の調査結果(e-Stat) - 男女別人口及び世帯数 －町丁・字等” (CSV). 2021年7月21日閲覧。
8. ↑  総務省統計局 (2012年1月20日). “平成22年国勢調査の調査結果(e-Stat) - 男女別人口及び世帯数 －町丁・字等” (CSV). 2021年7月21日閲覧。
9. ↑  総務省統計局 (2017年1月27日). “平成27年国勢調査の調査結果(e-Stat) - 男女別人口及び世帯数 －町丁・字等” (CSV). 2021年7月21日閲覧。

### 書籍
1. 1 2 3 4 5 6 7 8  「角川日本地名大辞典」編纂委員会 1989, p. 1649.